# Кубок Англії з футболу 1884—1885
Кубок Англії з футболу 1884—1885 — 14-й розіграш найстарішого футбольного турніру у світі, Кубка виклику Футбольної Асоціації, також відомого як Кубок Англії. Вдруге поспіль титул здобув Блекберн Роверз.

## Перший раунд
Клуби Генлі та Спітал пройшли до наступного раунду після жеребкування.
| Дата                      | Господарі               | Рахунок                                    | Гості                   |
| ------------------------- | ----------------------- | ------------------------------------------ | ----------------------- |
|                           | Квінз Парк              | +:-                                        | Сток                    |
|                           | Чатем                   | +:-                                        | Віндзор                 |
|                           | Саут Шор                | +:-                                        | Роутенстол              |
|                           | Болтон Ассоціейшн       | +:-                                        | Астлі Брідж             |
|                           | Мідлсбро                | +:-                                        | Грімсбі-енд-Дістрікт    |
|                           | Віттон                  | +:-                                        | Клітроу                 |
|                           | Ньютаун                 | +:-                                        | Стаффорд Рейнджерс      |
|                           | Болтон Вондерерз        | -:- (обидві команди були дискваліфіковані) | Престон Зінгарі         |
| 11 жовтня                 | Дарвен                  | 11:0                                       | Бредшоу                 |
| 11 жовтня                 | Хаєр Волтон             | 1:1                                        | Дарвен Олд Вондерерс    |
| 8 листопада Перегравання  | Дарвен Олд Вондерерс    | 4:1                                        | Хаєр Волтон             |
| 18 жовтня                 | Рексем Олімпікс         | 1:0                                        | Голденгілл              |
| 18 жовтня                 | Герст                   | 2:3                                        | Чарч                    |
| 25 жовтня                 | Грантем                 | 1:1                                        | Грімсбі Таун            |
| 8 листопада Перегравання  | Грімсбі Таун            | 1:0                                        | Грантем                 |
| 25 жовтня                 | Блекберн Парк Роад      | 3:3                                        | Лоу Мур                 |
| 22 листопада Перегравання | Лоу Мур                 | +:-                                        | Блекберн Парк Роад      |
| 25 жовтня                 | Дербі Джанкшн           | 1:7                                        | Вест-Бромвіч Альбіон    |
| 25 жовтня                 | Черк                    | 4:2                                        | Дейвенгем               |
| 1 листопада               | Олд Форестерс           | 8:0                                        | Годдесдон Таун          |
| 1 листопада               | Ромфорд                 | 3:2                                        | Клептон                 |
| 1 листопада               | Астон Вілла             | 4:1                                        | Венсбері Таун           |
| 1 листопада               | Фішвік Рамблерс         | 2:1                                        | Дарвен Рамблерс         |
| 1 листопада               | Астон Юніті             | 0:5                                        | Сент-Джорджс            |
| 1 листопада               | Олд Вестмінстер         | 6:0                                        | Борнмут Роверз          |
| 1 листопада               | Галл Таун               | 1:5                                        | Лінкольн Сіті           |
| 8 листопада               | Далвіч                  | 3:2                                        | Пілігрімс               |
| 8 листопада               | Редінг                  | 2:0                                        | Рочестер                |
| 8 листопада               | Марлоу                  | 10:1                                       | Роял Енджинірс          |
| 8 листопада               | Мейденгед               | 0:3                                        | Олд Вайкгемістс         |
| 8 листопада               | Клепем Роверз           | 3:3                                        | Гендон                  |
| 22 листопада Перегравання | Гендон                  | 6:0                                        | Клепем Роверз           |
| 8 листопада               | Аксбрідж                | 1:3                                        | Готспур                 |
| 8 листопада               | Свіфтс                  | 3:0                                        | Олд Брайтоніенс         |
| 8 листопада               | Друїдс                  | 6:1                                        | Ліверпуль Рамблерс      |
| 8 листопада               | Ноттс Каунті            | 2:0                                        | Ноттс Олімпік           |
| 8 листопада               | Ноттінгем Форест        | 5:0                                        | Ротергем Таун           |
| 8 листопада               | Брентвуд                | 2:0                                        | Барнс                   |
| 8 листопада               | Вест Енд                | 3:3                                        | Аптон Парк              |
| 22 листопада Перегравання | Аптон Парк              | +:-                                        | Вест Енд                |
| 8 листопада               | Гановер Юнайтед         | 1:0                                        | Редінг Мінстер          |
| 8 листопада               | Актон                   | 1:7                                        | Олд Картузіанс          |
| 8 листопада               | Стейвелі                | 4:1                                        | Ноттс Рейнджерс         |
| 8 листопада               | Шеффілд Гілі            | 1:0                                        | Ноттінгем Вондерерз     |
| 8 листопада               | Локвуд Братерс          | 0:3                                        | Шеффілд                 |
| 8 листопада               | Маклсфілд Таун          | 9:0                                        | Гартфорд Сент-Джонс     |
| 8 листопада               | Саут Редінг             | 4:1                                        | Кежуалс                 |
| 8 листопада               | Волсолл Свіфтс          | 0:0                                        | Стаффорд Роад           |
| 17 листопада Перегравання | Волсолл Свіфтс          | 2:1                                        | Стаффорд Роад           |
| 8 листопада               | Редкар-енд-Коатем       | 3:1                                        | Сандерленд              |
| 8 листопада               | Вулвергемптон Вондерерз | 0:0                                        | Дербі Сент-Люкс         |
| 22 листопада Перегравання | Дербі Сент-Люкс         | 4:2                                        | Вулвергемптон Вондерерз |
| 8 листопада               | Дербі Мідленд           | 1:2                                        | Венсбері Олд Атлетік    |
| 8 листопада               | Кру Александра          | 2:1                                        | Освестрі                |
| 8 листопада               | Лонг Ітон Рейнджерс     | 0:1                                        | Венсдей                 |
| 8 листопада               | Бірмінгем Ексельсіор    | 2:0                                        | Смол Гіт Альянс         |
| 8 листопада               | Лік                     | 4:3                                        | Нортвіч Вікторія        |
| 8 листопада               | Ньюарк                  | 7:3                                        | Спілсбі Таун            |
| 8 листопада               | Дербі Каунті            | 0:7                                        | Волсолл Таун            |
| 8 листопада               | Лутон Вондерерз         | 1:3                                        | Олд Ітоніанс            |
| 11 листопада              | Блекберн Роверз         | 11:0                                       | Россендейл              |
| 11 листопада              | Блекберн Олімпік        | 12:0                                       | Освальдтвістл Роверз    |
| 11 листопада              | Аккрінгтон              | 3:0 (Аккрінгтон був дискваліфікований)     | Саутпорт                |
| 11 листопада              | Ловер Дарвен            | 4:1                                        | Голлівелл               |

## Другий раунд
До другого раунду увійшли переможці першого раунду.
Клуби Венсдей, Ловер Дарвен, Віттон та Лінкольн Сіті пройшли до наступного раунду після жеребкування.
| Дата                   | Господарі            | Рахунок | Гості                |
| ---------------------- | -------------------- | ------- | -------------------- |
| 22 листопада           | Саутпорт             | 3:1     | Лоу Мур              |
| 22 листопада           | Фішвік Рамблерс      | 0:2     | Дарвен               |
| 29 листопада           | Дарвен Олд Вондерерс | 7:2     | Болтон Ассоціейшн    |
| 29 листопада           | Гановер Юнайтед      | 2:1     | Олд Форестерс        |
| 29 листопада           | Черк                 | 4:1     | Рексем Олімпікс      |
| 6 грудня               | Шеффілд              | 4:1     | Спітал               |
| 6 грудня               | Квінз Парк           | 2:1     | Кру Александра       |
| 6 грудня               | Аптон Парк           | 3:1     | Редінг               |
| 6 грудня               | Свіфтс               | 3:2     | Саут Редінг          |
| 6 грудня               | Ноттінгем Форест     | 4:1     | Шеффілд Гілі         |
| 6 грудня               | Ромфорд              | 3:0     | Далвіч               |
| 6 грудня               | Брентвуд             | 2:2     | Олд Ітоніанс         |
| 20 грудня Перегравання | Олд Ітоніанс         | 6:1     | Брентвуд             |
| 6 грудня               | Блекберн Роверз      | 3:2     | Блекберн Олімпік     |
| 6 грудня               | Готспур              | 1:2     | Олд Вайкгемістс      |
| 6 грудня               | Олд Картузіанс       | 5:3     | Марлоу               |
| 6 грудня               | Стейвелі             | 0:2     | Ноттс Каунті         |
| 6 грудня               | Сент-Джорджс         | 3:3     | Бірмінгем Ексельсіор |
| 20 грудня Перегравання | Сент-Джорджс         | 2:0     | Бірмінгем Ексельсіор |
| 6 грудня               | Чатем                | 1:0     | Гендон               |
| 6 грудня               | Грімсбі Таун         | 3:1     | Редкар-енд-Коатем    |
| 6 грудня               | Волсолл Таун         | 0:2     | Астон Вілла          |
| 6 грудня               | Саут Шор             | 2:3     | Чарч                 |
| 6 грудня               | Маклсфілд Таун       | 1:5     | Лік                  |
| 6 грудня               | Олд Вестмінстер      | 7:0     | Генлі                |
| 6 грудня               | Мідлсбро             | 4:1     | Ньюарк               |
| 6 грудня               | Вест-Бромвіч Альбіон | 4:2     | Венсбері Олд Атлетік |
| 6 грудня               | Дербі Сент-Люкс      | 0:1     | Волсолл Свіфтс       |
| 20 грудня              | Ньютаун              | 1:1     | Друїдс               |
| 27 грудня Перегравання | Друїдс               | 6:0     | Ньютаун              |

## Третій раунд
До третього раунду увійшли переможці другого раунду.
Клуби Дарвен, Олд Ітоніанс, Ромфорд, Олд Картузіанс та Мідлсбро пройшли до наступного раунду після жеребкування.
| Дата                  | Господарі            | Рахунок | Гості                |
| --------------------- | -------------------- | ------- | -------------------- |
| 20 грудня             | Ловер Дарвен         | 4:2     | Дарвен Олд Вондерерс |
| 22 грудня             | Блекберн Роверз      | 5:0     | Віттон               |
| 3 січня               | Свіфтс               | 1:1     | Олд Вестмінстер      |
| 14 січня Перегравання | Олд Вестмінстер      | 2:2     | Свіфтс               |
| 21 січня Перегравання | Свіфтс               | 2:1     | Олд Вестмінстер      |
| 3 січня               | Олд Вайкгемістс      | 2:1     | Аптон Парк           |
| 3 січня               | Ноттс Каунті         | 5:0     | Шеффілд              |
| 3 січня               | Гановер Юнайтед      | 0:2     | Чатем                |
| 3 січня               | Астон Вілла          | 0:0     | Вест-Бромвіч Альбіон |
| 10 січня Перегравання | Вест-Бромвіч Альбіон | 3:0     | Астон Вілла          |
| 3 січня               | Венсдей              | 1:2     | Ноттінгем Форест     |
| 3 січня               | Грімсбі Таун         | 1:0     | Лінкольн Сіті        |
| 3 січня               | Чарч                 | 10:0    | Саутпорт             |
| 3 січня               | Лік                  | 2:3     | Квінз Парк           |
| 10 січня              | Друїдс               | 4:1     | Черк                 |
| 10 січня              | Сент-Джорджс         | 2:3     | Волсолл Свіфтс       |

## Четвертий раунд
До четвертого раунду увійшли переможці третього раунду.
| Дата     | Господарі            | Рахунок | Гості            |
| -------- | -------------------- | ------- | ---------------- |
| 17 січня | Квінз Парк           | 7:0     | Олд Вайкгемістс  |
| 17 січня | Блекберн Роверз      | 8:0     | Ромфорд          |
| 17 січня | Чарч                 | 3:0     | Дарвен           |
| 24 січня | Олд Ітоніанс         | 5:2     | Мідлсбро         |
| 24 січня | Свіфтс               | 0:1     | Ноттінгем Форест |
| 24 січня | Олд Картузіанс       | 3:0     | Грімсбі Таун     |
| 24 січня | Чатем                | 1:0     | Ловер Дарвен     |
| 24 січня | Волсолл Свіфтс       | 1:4     | Ноттс Каунті     |
| 24 січня | Вест-Бромвіч Альбіон | 1:0     | Друїдс           |

## П'ятий раунд
До п'ятого раунду увійшли переможці четвертого раунду.
Клуби Квінз Парк, Блекберн Роверз, Чарч, Олд Ітоніанс, Ноттінгем Форест, Ноттс Каунті та Вест-Бромвіч Альбіон пройшли до наступного раунду після жеребкування.
| Дата     | Господарі | Рахунок | Гості          |
| -------- | --------- | ------- | -------------- |
| 7 лютого | Чатем     | 0:3     | Олд Картузіанс |

## Шостий раунд
До шостого раунду увійшли переможці п'ятого раунду.
| Дата                   | Господарі            | Рахунок | Гості            |
| ---------------------- | -------------------- | ------- | ---------------- |
| 14 лютого              | Чарч                 | 0:1     | Олд Картузіанс   |
| 21 лютого              | Олд Ітоніанс         | 0:2     | Ноттінгем Форест |
| 21 лютого              | Вест-Бромвіч Альбіон | 0:2     | Блекберн Роверз  |
| 21 лютого              | Ноттс Каунті         | 2:2     | Квінз Парк       |
| 28 лютого Перегравання | Квінз Парк           | 2:1     | Ноттс Каунті     |

## Півфінали
У півфіналах зіграли команди, що перемогли на попередньому етапі.
| Дата                    | Господарі        | Рахунок | Гості            |
| ----------------------- | ---------------- | ------- | ---------------- |
| 7 березня               | Блекберн Роверз  | 5:1     | Олд Картузіанс   |
| 7 березня               | Ноттінгем Форест | 1:1     | Квінз Парк       |
| 28 березня Перегравання | Квінз Парк       | 3:0     | Ноттінгем Форест |

## Фінал
| 4 квітня 1885 |

| Блекберн Роверз | 2:0      | Квінз Парк |
| --------------- | -------- | ---------- |
| Форрест Браун   | Протокол |            |

| Кеннінгтон Овал, Лондон Глядачів: 12 500 Арбітр: Майор Френсіс Мариндін |